# Ganges Chaos

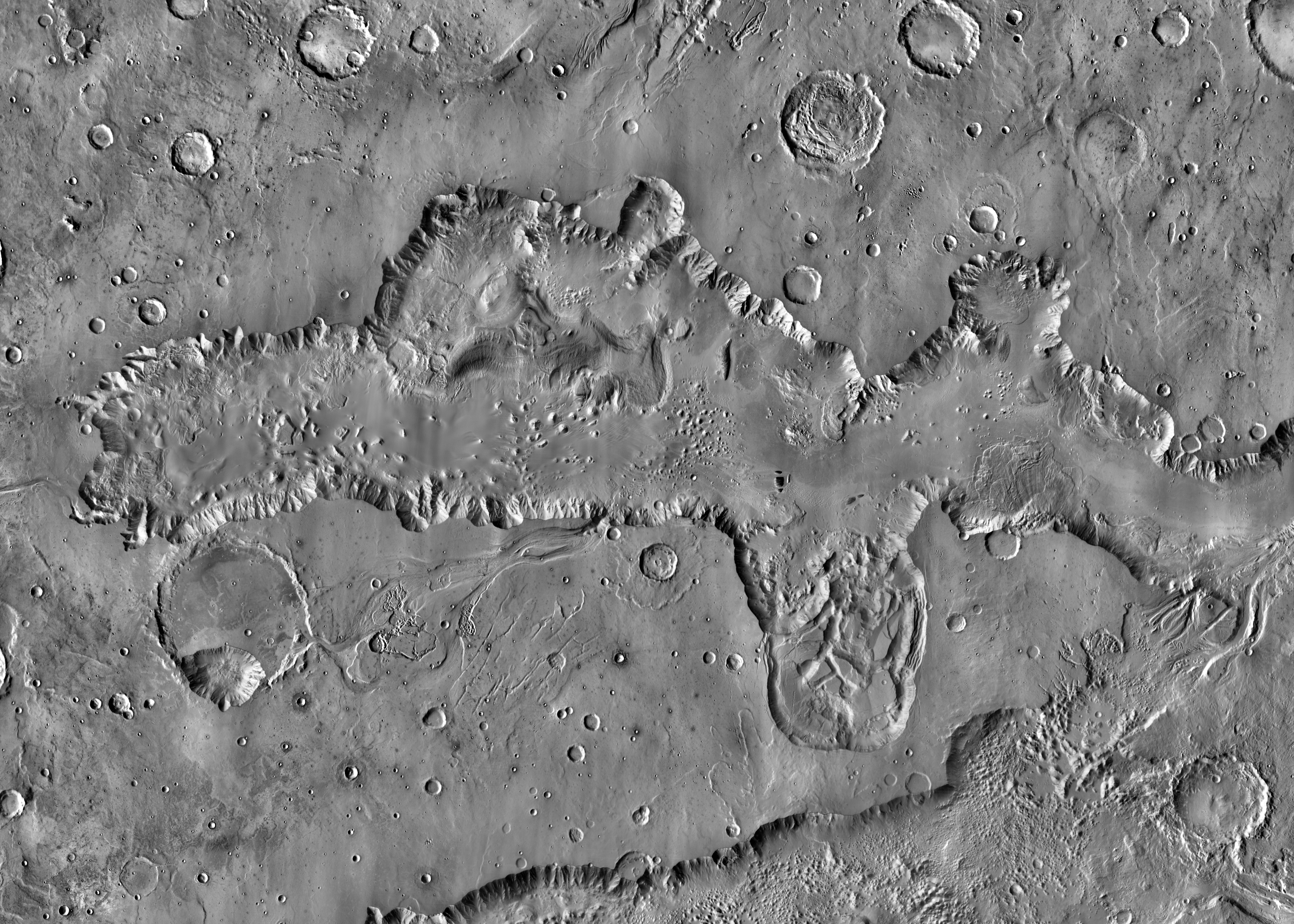
Ganges chasma.

Ganges Chaos és una estructura geològica del tipus chaos a la superfície de Mart, situada amb el sistema de coordenades planetocèntriques a -8.8 ° de latitud N i 314.57 ° de longitud E. Fa 113.73 km de diàmetre. El nom va ser fet oficial per la UAI l'any 2006 i el pren de la característica d'albedo.